# 노스쇼어 (오아후)

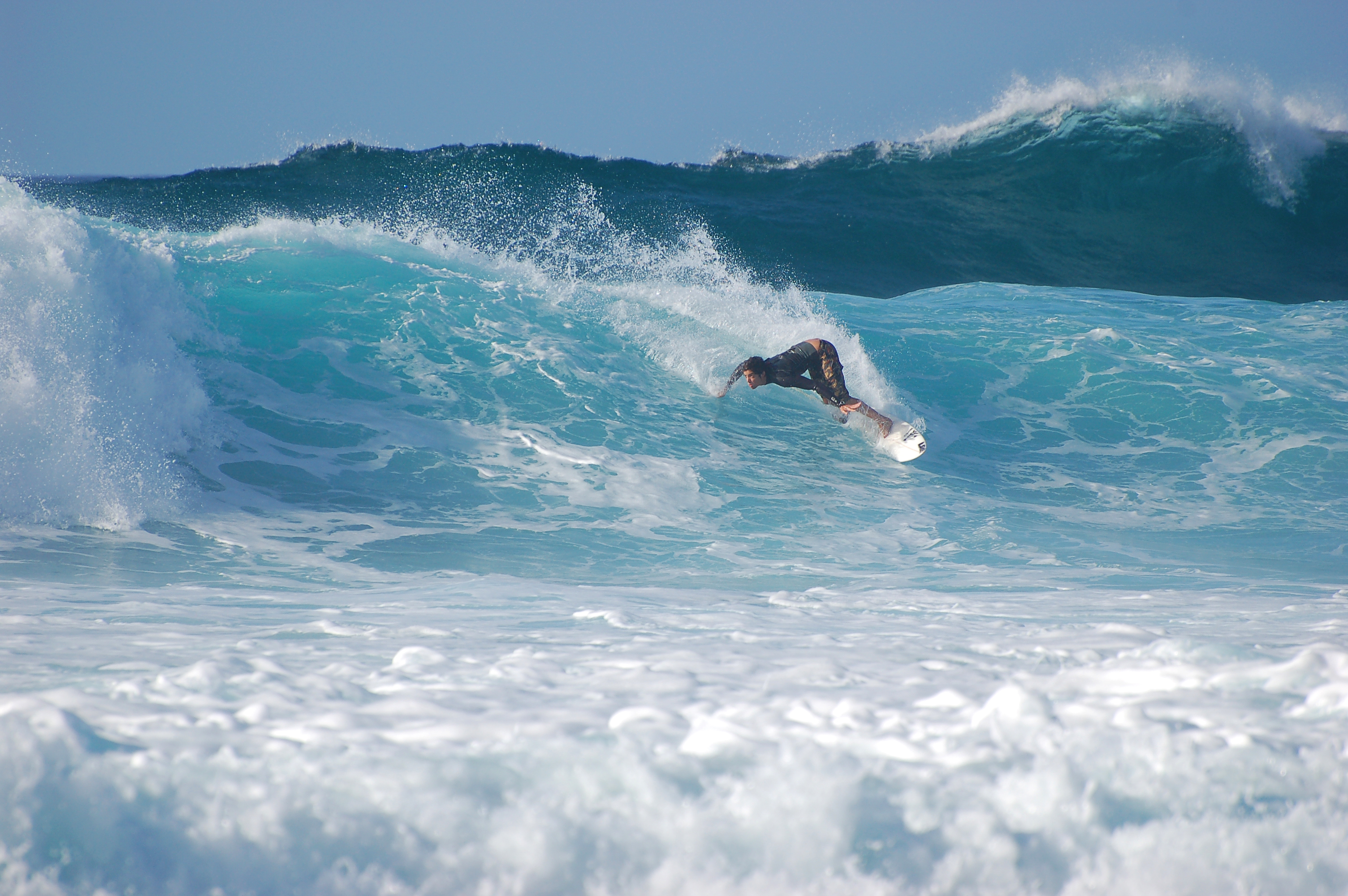
노스 쇼어 반자이 파이플라인에서 아마추어 서핑 대회가 열리고 있는 장면.

노스쇼어(North Shore, 북쪽 해변)는 오아후섬 남쪽에 위치해 있는 카에나 지점과 카후쿠 지점 사이에 있는 해안을 말한다. 이 부근에서 가장 큰 교민 사회로 할레이와가 있으며 강한 파도와 서퍼들의 서핑 장소로 잘 알려진 곳이다.